# Канос, Серхи
Се́рхи Кано́с Тене́с (исп. Sergi Canós Tenés; родился 2 февраля 1997, Нулес, Испания) — испанский футболист, полузащитник клуба «Валенсия».

## Клубная карьера
Каньос — воспитанник клубов «Нулес» и «Барселона». В 2013 году в возрасте 16 лет игрок подписал контракт с английским «Ливерпулем», где начал выступать за молодёжную, а затем за резервную команду. Летом 2015 года для получения игровой практики Каньос был арендован «Бентфордом». В матче против «Лидс Юнайтед» он дебютировал в Чемпионшипе. 21 ноября в поединке против «Ноттингем Форест» Серхи забил свой первый гол за «Брентфорд». В 2016 году Каньос вернулся в «Ливерпуль». 15 мая в матче против «Вест Бромвич Альбион» он дебютировал в английской Премьер-лиге. Летом того же года Каньос перешёл в «Норвич Сити», подписав контракт на 4 года. Сумма трансфера составила 3 млн евро. 16 августа в матче против «Бристоль Сити» он дебютировал за новую команду. В начале 2017 года Каньос вернулся в «Брентфорд», подписав контракт на 4,5 года. Сумма трансфера составила 2,9 млн евро.
13 августа 2021 года забил первый гол «Брентфорда» в АПЛ против «Арсенала» (2:0).